# Bodesprung
Koordinaten: 51° 47′ 4,4″ N, 10° 35′ 4,8″ O
Der Bodesprung ist die auf 860 m Höhe gelegene Quelle der Kalten Bode unweit der Grenze zwischen Niedersachsen und Sachsen-Anhalt im Naturpark Harz/Sachsen-Anhalt (wenige Meter östlich der Grenze zum Nationalpark Harz) südwestlich unterhalb des Königsbergs (1033,5 m) auf dem Brockenfeld. Die hier entspringende Kalte Bode fließt über 17 Kilometer durch Schierke und Elend sowie durch die Mandelholztalsperre (knapp 460 m) nach Königshütte, wo sie sich mit der Warmen Bode zur Bode vereint.
Der Quellbach der Kalten Bode fließt vom Bodesprung in einem recht steilen und felsigen Bett hinunter nach Schierke und nimmt aus den Mooren des Brockengebiets eine Vielzahl von kleineren Bächen auf. Gleich in der Nähe des Bodespungs liegen unweit der Ländergrenze die Ursprünge der Großen Bode, der Ecker und der Oder.
Unmittelbar am Bodesprung führt der sogenannte Kolonnenweg entlang, der bis zum Fall der Mauer an der innerdeutschen Grenze von den Grenztruppen der DDR genutzt wurde. Aus dem Kolonnenweg wurde ein heute stark benutzter Wanderweg, der vom Harzklub markiert wird. Am Bodesprung weist eine hölzerne Hinweistafel auf die an dieser Stelle befindliche Quelle der Kalten Bode hin.
Der Höhenunterschied von dem unweit und nur etwa 1,4 Kilometer entfernten Eckersprung zum Bodesprung beträgt etwas mehr als 10 Meter. Zwischen beiden Quellen liegt die Wasserscheide zwischen Weser (Eckersprung) und Elbe (Bodesprung).

## Geschichte
Der Wernigeröder Archivar und Historiker Christian Heinrich Delius konnte nachweisen, dass es 1518 neben dem Bodesprung der Kalten Bode auch einen Bodesprung der Warmen Bode gab, der in alten Grenzbeschreibungen erwähnt wird.
Der Aufstieg zum Brocken über den Schubenstein, die Hopfensäcke, den Bodesprung und die markanten Hirschhörner ist schon im Jahre 1571 bezeugt.
Am 18. Januar 1972 wurde der Leutnant der Grenztruppen der DDR, Lutz Meier, nördlich vom Bodesprung an der Grenzsäule 979 mit tödlichen Schussverletzungen aufgefunden.

## Sage
Auch um den Bodesprung ranken sich Sagen. Demnach soll hier von einem Hirtenjungen eine Nixe gesehen worden sein.